# Willy Lambregt
Willy Lambregt (Oostende, 18 augustus 1959 – Affligem, 13 februari 2019), bekend onder artiestennaam Willy Willy, was een Belgisch muzikant.

## Levensloop

### Jeugd
Op 16-jarige leeftijd verliet hij de schoolbanken en ging hij zich volledig aan rock-'n-roll wijden. Hij werkte een tijdlang in een vleesfabriek. In navolging van groepen als The Sex Pistols en The Kids raakte hij verleid door de punk. 
In 1978 moest hij in dienst en werd gelegerd in Duitsland. Hier hield hij een levenslange afkeer van autoriteit aan over. In 1981 droeg Arno Hintjens een song aan hem op, Willie genaamd. Willy speelde zelf mee in de videoclip.

### Gastgitarist
In 1983 vroeg Marcel Vanthilt hem als gitarist bij Arbeid Adelt!, als vervanger van Luc Van Acker. Daar ontmoette hij backingvocaliste Dani Klein. In 1985 werd hij door The Scabs als gastgitarist tijdens het EBU-festival in Helsinki gevraagd. Hun optreden kreeg laaiende kritieken en ze vroegen hem te blijven. 

### Vaya Con Dios
Tezelfdertijd vormde hij een akoestisch duo met zijn vriend Dirk Schoufs. Voor een jamsessie in een bevriende boetiek vroegen ze Dani Klein mee om te zingen. Hieruit ontstond in 1986 Vaya Con Dios. In 1987 namen ze, onder leiding van Johan Verminnen en samen met Margriet Hermans en Firmin Timmermans als het Brabantse team deel aan de Baccarabeker, en wonnen ze de prijs.
Kort daarop werd Just a Friend of Mine als single uitgebracht die aansloeg in heel Europa en met platina bekroond werd. Willy Willy verliet niet veel later de groep, officieel omdat hij Vaya Con Dios niet meer kon combineren met The Scabs.

### The Scabs
Samen met de The Scabs bracht hij zes albums uit, waarvan er drie met goud bekroond werden.
In 1994 besloten The Scabs om hem te vervangen door Tjenne Berghmans. Willy Willy verliet hierop noodgedwongen de band.

### Voodoo Band
In 1999 keerde hij terug in de schijnwerpers als frontman van Voodoo Band. Het project sloeg aan bij media en publiek en hij deelde podia met George Thorogood, Bill Wyman, Canned Heat en Dr. John. In 2003 brachten ze hun eerste album uit, Willy Willy & The Voodoo Band genaamd. In 2005 bracht de groep zijn tweede album, Hellzapoppin, uit. Dit album werd geproduceerd door Patrick Riguelle.

### Vanaf 2009
In 2009 richtte hij, na een geslaagde reünie van The Scabs, samen met Frankie Saenen en Geert Schuurmans de groep Willy & LaFayette op.
Op 13 februari 2019 overleed hij aan de gevolgen van kanker.

## Discografie

### Albums
- The Scabs - Skintight (1988)
- The Scabs - Gangbang + Rockery (1989)
- The Scabs - Royalty in Exile (1990)
- The Scabs - Jumping The Tracks (1991)
- The Scabs - Inbetweenies (1993)
- The Scabs - Dogs Days Are Over (1993)
- Voodoo Band - Willy Willy & The Voodoo Band (2003)
- Voodoo Band - Hellzapoppin (2005)
- Willy Willy & the Voodoo band - Vampire with a Tan (2018)

### Singles
- Revenge 88 - Neonlight / Alone (1981)
- Revenge 88 - Thousand Years from You / Unwanted Son (1982)
- Arbeid Adelt! - Wittekomhie (1985)
- Arbeid Adelt! - Décoiffé (1985)
- Vaya Con Dios - Just a Friend of Mine (1987)
- The Scabs - Crystal Eyes (1987)
- The Scabs - The Pimp (1987)
- The Scabs - Halfway Home (1988)
- The Scabs - Stay (1988)
- The Scabs - Hard Times (1990)
- The Scabs - I Need You (1990)
- The Scabs - Time (1990)
- The Scabs - Don't You Know (1991)
- The Scabs - Robbin' the Liquor Store (1991)
- The Scabs - Nothing on My Radio (1992)
- The Scabs - Can't Call Me Yours (1993)
- The Scabs - She's Jivin' (1993)
- The Scabs - The Party's Over (1993)
- Vaya Con Dios - Don't Break My Heart   (1995)
- Bart Van den Bossche - Moeilijk (1998)
- Mozaiek & Walter Grootaers - Tweehonderd met één hand (2002)
- Willy Willy & Isolde Lasoen - Why Don't You Love Me (2010)
- Willy Willy & the Voodoo Band - Vampire with a Tan (2019)